# Municipio de Cedar Falls (Arkansas)
El municipio de Cedar Falls (en inglés: Cedar Falls Township) es un municipio ubicado en el condado de Conway en el estado estadounidense de Arkansas. En el año 2010 tenía una población de 346 habitantes y una densidad poblacional de 6,82 personas por km².

## Geografía
El municipio de Cedar Falls se encuentra ubicado en las coordenadas 35°8′24″N 92°54′2″O / 35.14000, -92.90056. Según la Oficina del Censo de los Estados Unidos, el municipio tiene una superficie total de 50.71 km², de la cual 48,95 km² corresponden a tierra firme y (3,46 %) 1,75 km² es agua.

## Demografía
Según el censo de 2010, había 346 personas residiendo en el municipio de Cedar Falls. La densidad de población era de 6,82 hab./km². De los 346 habitantes, el municipio de Cedar Falls estaba compuesto por el 96,82 % blancos, el 0,58 % eran amerindios, el 0,58 % eran de otras razas y el 2,02 % eran de una mezcla de razas. Del total de la población el 1,16 % eran hispanos o latinos de cualquier raza.